# Wibbese

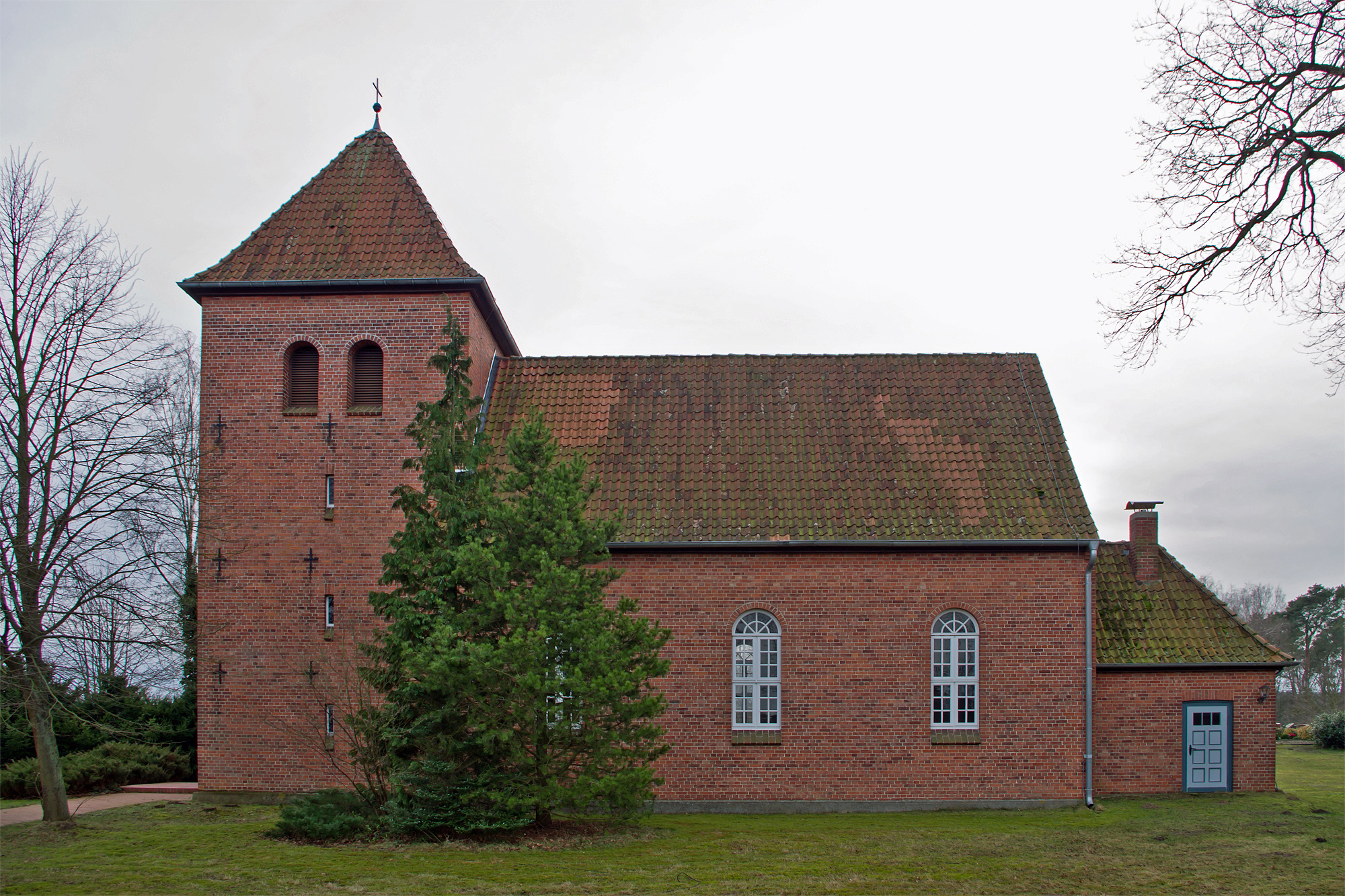
Kapelle von 1930/31

Wibbese ist ein Ortsteil der Gemeinde Jameln in der Samtgemeinde Elbtalaue im niedersächsischen Landkreis Lüchow-Dannenberg.

## Geographie
Der Ort liegt vier Kilometer westlich von Jameln.

## Geschichte
Für das Jahr 1848 sind im Statistischen Handbuch für das Königreich Hannover 13 Wohngebäude mit 85 Einwohnern belegt. Zu jener Zeit gehörte der Ort zur Hausvogtei des Amtes Dannenberg. Der Ort wurde bei einem Brand im Jahr 1874 zerstört und danach wieder aufgebaut. Dabei wurde die Straße durch den Ort neu angelegt. Das Ortsbild wird von diesem Wiederaufbau geprägt.